# Virachola ghela
Virachola ghela är en fjärilsart som beskrevs av Hans Fruhstorfer 1912. Virachola ghela ingår i släktet Virachola och familjen juvelvingar. Inga underarter finns listade i Catalogue of Life.